# Мавзолей Токпана
Мавзолей (кумбез) Токпана (каз. Тоқпан күмбезі) — памятник архитектуры начала XIX века, расположенный в Шалкарском районе Актюбинской области Казахстана в 35 км на северо-восток от посёлка Жанаконыс. В 1982 году мавзолей Токпана был включен в список памятников истории и культуры Казахской ССР республиканского значения и взят под охрану государства.

## Архитектура
Здание представляет собой портально-купольный однокамерный мавзолей, оригинальный по композиционно-планировочному решению. В плане представляет собой прямоугольное сооружение (размеры 8×8,5 м), сложенное из жжённого кирпича, фасад облицован сырцовым кирпичом.
У западной грани погребальной камеры расположен кулпытас (надгробный памятник в виде стелы), поверхность которого покрыта арабографической эпиграфикой.
Наибольшая высота сохранившейся части мавзолея 3,5 м.